# Dark Medieval Times
Dark Medieval Times è il primo album in studio del gruppo musicale black metal norvegese Satyricon. Registrato tra agosto e settembre del 1993 è stato pubblicato dalla casa discografica Moonfog Productions nel 1993 in formato LP e l'anno successivo negli altri formati.

## Il disco
Il debutto dei Satyricon, pubblicato quando Satyr aveva soltanto 18 anni, è considerato un classico del black metal ed è stato di ispirazione per moltissime altre band. Le tracce sono caratterizzate dall'alternarsi di arrangiamenti grezzi, tipici delle sonorità black metal scandinave, e melodie medievaleggianti, elemento che ne ha garantito la buona accoglienza da parte del pubblico. In copertina sono riportati il nome della band e il titolo dell'album, mentre sono assenti i testi ufficiali.

## Tracce
1. Walk the Path of Sorrow – 8:18
2. Dark Medieval Times – 8:11
3. Skyggedans – 3:55
4. Min Hyllest Til Vinterland – 4:29
5. Into the Mighty Forest – 6:18
6. The Dark Castle in the Deep Forest – 6:22
7. Taakeslottet – 5:54

## Formazione
- Satyr - voce, chitarra, basso
- Frost - batteria
- Lemarchand (Håvard Jørgensen) – chitarre (non accreditato)

Turnisti
- Torden – tastiere